# Nanqiao (sockenhuvudort i Kina, Hunan Sheng, lat 28,74, long 114,07)
Nanqiao (kinesiska: 南桥) är en sockenhuvudort i Kina. Den ligger i provinsen Hunan, i den södra delen av landet, omkring 120 kilometer nordost om provinshuvudstaden Changsha. Antalet invånare är 2 544. Befolkningen består av 1 120 kvinnor och 1 424 män. Barn under 15 år utgör 18,0 %, vuxna 15-64 år 70 %, och äldre över 65 år 11,0 %.
Runt Nanqiao är det ganska tätbefolkat, med 75 invånare per kvadratkilometer. Närmaste större samhälle är Longmen, 8,1 km norr om Nanqiao. I omgivningarna runt Nanqiao växer i huvudsak blandskog.
Genomsnittlig årsnederbörd är 2 289 millimeter. Den regnigaste månaden är maj, med i genomsnitt 385 mm nederbörd, och den torraste är oktober, med 57 mm nederbörd.